# Aide (hockey sur glace)
Pour les articles homonymes, voir Aide et Assistance.

Dans ce schéma, le joueur bleu sur la droite est crédité d'une aide, tandis que le joueur bleu sur la gauche est crédité du but.

Au hockey sur glace, lorsqu'une équipe inscrit un but, une aide (aussi appelée assistance ou passe) est attribuée aux deux joueurs précédents qui ont touché (ou dévié) le palet (rondelle) vers le buteur.

## Généralités
Il ne peut pas y avoir plus de deux aides par but, :
- la première aide est accordée au coéquipier qui a touché le palet juste avant le joueur qui a marqué,
- la seconde est accordée à celui qui l'a touché avant la première aide.

Si l'équipe adverse a la possession de la rondelle (autrement qu'en l'effleurant ou en la déviant) et la perd pour le joueur qui a marqué, le but est accordé sans mention d'aide. Un joueur ne peut compter qu'une seule aide sur chaque but.
L'aide, au même titre que le but, compte un point pour le joueur.

## Histoire

### Trois passes sur un but
Lors de la première saison de la Ligue nationale de hockey, en 1917-1918, aucune mention d'aide n'est notée. Au cours des cinq saisons qui suivent, elles sont notées de manière aléatoire. Sans raison évidente, lors de la saison 1935-1936, jusqu'à trois mentions d'aides sont comptabilisées.
Ainsi, lors des séries de la Ligue nationale de hockey de 1936, trois aides sont comptées au cours d'un même but pour les Bruins de Boston. Eddie Shore inscrit le deuxième but de la partie, Bill Cowley, Babe Siebert et Dit Clapper sont tous les trois crédités d'une aide,.
L’hypothèse d'une erreur dans les journaux de l'époque est envisageable mais est contredite par les statistiques des joueurs. En effet, les Bruins sont éliminés dès ce premier tour des séries et lors du deuxième match de la série, aucun des trois joueurs de l'équipe n'inscrit une aide alors que les Bruins sont défaits 8-3 par les Maple Leafs de Toronto. Malgré tout, Cowley, Siebert et Clapper sont tous les trois crédités d'une passe et donc d'un point par les différentes références,,.

### Un essai à une passe
Pour la saison 2006-2007, le championnat élite de République tchèque, l'Extraliga décide de ne compter que la dernière passe. Après deux saisons, cette règle est abandonnée et revient à la règle classique pour 2008-2009.